# 蕭溫
萧氏（？—935年），小字温，辽太宗耶律德光的皇后。
她的父亲萧室鲁是辽太祖淳钦皇后述律平的同母弟；母亲耶律质古，则是辽太祖耶律阿保机和述律平的女儿。因此耶律德光既是她的表兄弟，亦是她的表舅舅。耶律德光为大元帅时（922年后），纳萧温为妃。天顯二年（927年）十二月，被立为皇后，四年后，萧温生下长子耶律璟。
萧温聪慧洁素，很受辽太宗宠爱，无论打仗狩猎，都把她带在身边。天显九年（934年）十二月，萧温在百湖西南的行宫，生下次子阿钵撒葛里，次年（935年）正月逝于行宫。五月初三，葬于奉陵。辽太宗亲自撰写哀册，追谥为彰德皇后。辽兴宗重熙二十一年（1052年）改谥号为靖安皇后。

## 延伸阅读
[在维基数据编辑]
 《辽史卷七十一》，出自脱脱《遼史》